# 臨江府
臨江府，元朝末年，朱元璋政权设置的府。

临江府在江西省的位置（1820年）

元朝称之为臨江路，隶属江西行省。龙凤九年（癸卯年，1363年），朱元璋设立为臨江府，下辖清江县（今樟树市）、新淦县（今新干县）、新喻县（今新余市）、峡江县四县。明嘉靖四十一年（1562年）至清康熙二十一年（1682年），江西布政使司和江西省均先后在臨江设湖西分守道署。
臨江府号称“吴商蜀贾走駸駸”，是明朝时的区域性政治、经济、文化中心，其药材、木业、酿造业尤其发达，为中国较早出现资本主义萌芽的地区之一。

## 延伸阅读
[在维基数据编辑]
 《欽定古今圖書集成·方輿彙編·職方典·臨江府部》，出自陈梦雷《古今圖書集成》